# مایکل بیلتون
مایکل بیلتون (انگلیسی: Michael Bilton؛ ‏ ۱۴ دسامبر ۱۹۱۹ – ۵ نوامبر ۱۹۹۳) بازیگر اهل بریتانیا بود.
از فیلم‌ها یا برنامه‌های تلویزیونی که وی در آن نقش داشته‌است، می‌توان به پروتکل چهارم، باری دیگر برایدزهد، سی و نه پله، جنون، فشار زمان، سحرخیز، نقش عربی و یک نوک زبان عسل اشاره کرد.